# Brad Marchand

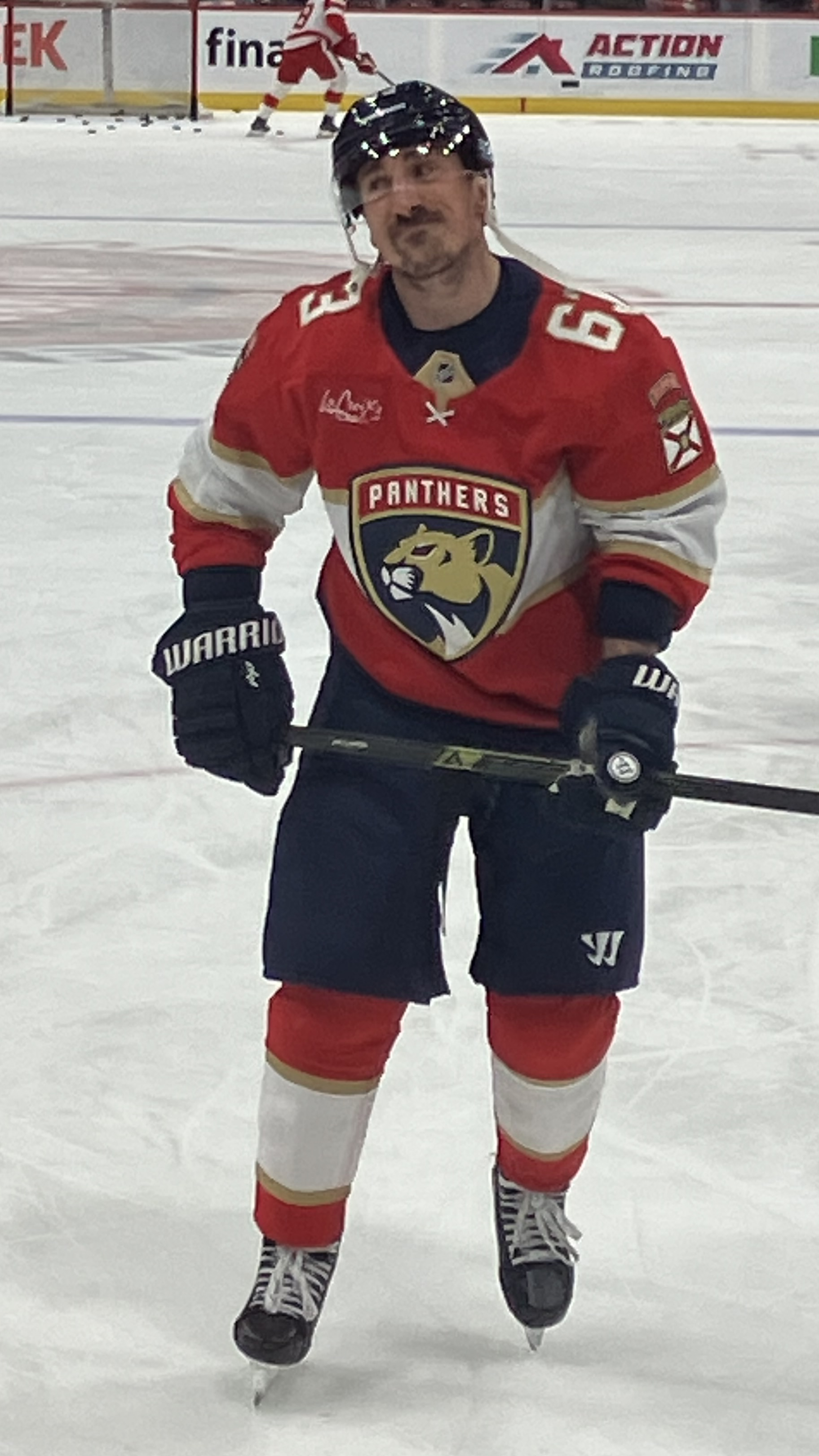
Brad Marchand, 2025.

Bradley Kevin "Brad" Marchand, född 11 maj 1988 i Halifax i Nova Scotia, är en kanadensisk professionell ishockeyforward som spelar för Florida Panthers i NHL.

## Spelarkarriär
Marchand växte upp i Halifax, Nova Scotia, där han spelade för Halifax Subway Midget AAA innan han draftades i andra rundan 2004 av Moncton Wildcats i LHJMQ. Han spelade fyra säsonger i LHJMQ för Moncton Wildcats, Foreurs de Val-d'Or och Halifax Mooseheads. Under hans juniorkarriär, draftades han som 71:a totalt i NHL–draften 2006 av Boston Bruins.
Marchand gjorde sin NHL-debut den 21 oktober 2009 mot Nashville Predators. Han gjorde sitt första NHL–mål mot Jhonas Enroth i Buffalo Sabres den 3 november 2010.
Marchand etablerade sig som en tvåvägsspelare för Bruins under säsongen 2010–2011 som blev hans första hela säsong i NHL. Marchand gjorde 21 mål och 41 poäng. Han hade också plus 25 i plus–minus–ligan. Den 2 april 2011 tilldelades Marchand "7th Player Award" som röstats fram av klubbens fans genom det regionala New England Sports Network (NESN). Priset går till den spelare i Bruins, som fans tror mest på. Under slutspelet 2011 gjorde Marchand 19 poäng på 25 matcher och vann senare Stanley Cup med Bruins. Hans första i karriären.
Den 14 september 2011 meddelade Bruins att man hade skrivit ett tvåårskontrakt med Marchand. Under den följande säsongen, den 23 december 2011 gjorde Marchand sitt första hattrick i NHL i en 8–0-hemmaseger mot Florida Panthers. Följande månad den 9 januari 2012 blev Marchand avstängd i fem matcher efter en knätackling på Canucks back Sami Salo.
År 2025 efter många bra år i Boston Bruins blev Marchand trejdad till Florida Panthers. Marchand och Panthers gick hela vägen och vann Stanley Cup.

## Statistik
| 2003–2004    | Dartmouth Subways   | NSMMHL       | 34   | 28  | 35  | 63  | 62   | —   | —  | —  | —   | —   |
|              | Dartmouth Subways   |              | 60   | 47  | 47  | 94  | 104  | —   | —  | —  | —   | —   |
| 2004–2005    | Moncton Wildcats    | LHJMQ        | 61   | 9   | 20  | 29  | 52   | 11  | 1  | 0  | 1   | 7   |
| 2005–2006    | Moncton Wildcats    | LHJMQ        | 68   | 29  | 37  | 66  | 83   | 20  | 5  | 14 | 19  | 34  |
| 2006–2007    | Foreurs de Val-d'Or | LHJMQ        | 57   | 33  | 47  | 80  | 108  | 20  | 16 | 24 | 40  | 36  |
| 2007–2008    | Foreurs de Val-d'Or | LHJMQ        | 33   | 21  | 23  | 44  | 36   | —   | —  | —  | —   | —   |
|              | Halifax Mooseheads  | LHJMQ        | 26   | 10  | 19  | 29  | 40   | 14  | 3  | 16 | 19  | 18  |
| 2008–2009    | Providence Bruins   | AHL          | 79   | 18  | 41  | 59  | 67   | 16  | 7  | 8  | 15  | 26  |
| 2009–2010    | Boston Bruins       | NHL          | 20   | 0   | 1   | 1   | 20   | —   | —  | —  | —   | —   |
|              | Providence Bruins   | AHL          | 34   | 13  | 19  | 32  | 51   | —   | —  | —  | —   | —   |
| 2010–2011    | Boston Bruins       | NHL          | 77   | 21  | 20  | 41  | 51   | 25  | 11 | 8  | 19  | 40  |
| 2011–2012    | Boston Bruins       | NHL          | 76   | 28  | 27  | 55  | 87   | 7   | 1  | 1  | 2   | 2   |
| 2012–2013    | Boston Bruins       | NHL          | 45   | 18  | 18  | 36  | 27   | 22  | 4  | 9  | 13  | 21  |
| 2013–2014    | Boston Bruins       | NHL          | 73   | 22  | 22  | 44  | 64   | —   | —  | —  | —   | —   |
| 2014–2015    | Boston Bruins       | NHL          | 77   | 24  | 18  | 42  | 95   | —   | —  | —  | —   | —   |
| 2015–2016    | Boston Bruins       | NHL          | 77   | 37  | 24  | 61  | 90   | —   | —  | —  | —   | —   |
| 2016–2017    | Boston Bruins       | NHL          | 80   | 39  | 46  | 85  | 81   | 6   | 1  | 3  | 4   | 6   |
| 2017–2018    | Boston Bruins       | NHL          | 68   | 34  | 51  | 85  | 63   | 12  | 4  | 13 | 17  | 16  |
| 2018–2019    | Boston Bruins       | NHL          | 79   | 36  | 64  | 100 | 96   | 24  | 9  | 14 | 23  | 14  |
| 2019–2020    | Boston Bruins       | NHL          | 70   | 28  | 59  | 87  | 82   | 13  | 7  | 5  | 12  | 2   |
| 2020–2021    | Boston Bruins       | NHL          | 53   | 29  | 40  | 69  | 46   | 11  | 8  | 4  | 12  | 12  |
| 2021–2022    | Boston Bruins       | NHL          | 70   | 32  | 48  | 80  | 97   | 7   | 4  | 7  | 11  | 10  |
| 2022–2023    | Boston Bruins       | NHL          | 73   | 21  | 46  | 67  | 74   | 7   | 4  | 6  | 10  | 2   |
| 2023–2024    | Boston Bruins       | NHL          | 82   | 29  | 38  | 67  | 78   | 11  | 3  | 7  | 10  | 16  |
| 2024–2025    | Boston Bruins       | NHL          | 61   | 21  | 26  | 47  | 62   | —   | —  | —  | —   | —   |
|              | Florida Panthers    | NHL          | 10   | 2   | 2   | 4   | 2    | 23  | 10 | 10 | 20  | 48  |
| NHL totalt   | NHL totalt          | NHL totalt   | 1100 | 424 | 556 | 980 | 1115 | 180 | 66 | 92 | 158 | 207 |
| AHL totalt   | AHL totalt          | AHL totalt   | 113  | 31  | 60  | 91  | 118  | 16  | 7  | 8  | 15  | 26  |
| LHJMQ totalt | LHJMQ totalt        | LHJMQ totalt | 245  | 102 | 146 | 248 | 319  | 65  | 25 | 54 | 79  | 95  |

### Internationellt
| Källa: Uppdaterad: 2025-06-18 | Källa: Uppdaterad: 2025-06-18 | Källa: Uppdaterad: 2025-06-18 |         | Utv = Utvisningsminuter | Utv = Utvisningsminuter | Utv = Utvisningsminuter | Utv = Utvisningsminuter | Utv = Utvisningsminuter |
| År                            | Lag                           | Mästerskap                    | Matcher | Mål                     | Assists                 | Poäng                   | Utv                     |                         |
| ----------------------------- | ----------------------------- | ----------------------------- | ------- | ----------------------- | ----------------------- | ----------------------- | ----------------------- | ----------------------- |
| 2007                          | Kanada                        | JVM                           | 6       | 2                       | 0                       | 2                       | 2                       |                         |
| 2008                          | Kanada                        | JVM                           | 7       | 4                       | 2                       | 6                       | 4                       |                         |
| 2016                          | Kanada                        | VM                            | 10      | 4                       | 3                       | 7                       | 10                      |                         |
| 2016                          | Kanada                        | WC                            | 6       | 5                       | 3                       | 8                       | 8                       |                         |
| 2025                          | Kanada                        | 4 Nations                     | 4       | 1                       | 0                       | 1                       | 0                       |                         |
| Junior totalt                 | Junior totalt                 | Junior totalt                 | 13      | 6                       | 2                       | 8                       | 6                       |                         |
| Senior totalt                 | Senior totalt                 | Senior totalt                 | 20      | 10                      | 6                       | 16                      | 18                      |                         |